# Väinö Tanner
Väinö Alfred Tanner (Helsinki, 12 marzo 1881 – Helsinki, 19 aprile 1966) è stato un politico finlandese.

## Biografia
Dopo aver terminato i suoi studi in legge ed economia lavorò come avvocato. Fu a lungo in Germania per studiare il movimento cooperativo e costituirne uno analogo in Finlandia. nel 1917 fu eletto senatore e, al termine della guerra civile finlandese, divenne il capo del partito Socialdemocratico Finlandese riportandolo agli antichi fausti. Nel 1926 formò un proprio governo, che restò in carica per circa un anno. Nel 1927 divenne presidente dell'Alleanza Cooperativa Internazionale.
Ebbe poi diversi ruoli di rilievo politico fra il 1937 e il 1944. Fu ministro degli esteri fino al marzo 1940, all'epoca in cui il primo ministro era Risto Ryti, delle finanze nei governi di Johan Wilhelm Rangell e in quello di Edwin Linkomies e dopo la guerra d'inverno fu ministro del Commercio (1940-1942). Fortemente avverso all'Unione Sovietica e fautore dell'alleanza con la Germania nazista, Tanner nel novembre 1944 fu ritenuto direttamente responsabile dell'entrata in guerra con la Germania e un anno dopo, nel settembre 1945 fu tratto in arresto e processato.
Nel febbraio 1946 fu condannato a cinque anni e sei mesi di carcere, essendo stato riconosciuto colpevole di aver portato la Finlandia contro la Gran Bretagna e l'Unione Sovietica e di aver impedito una rapida conclusione della pace, sostenendo a lungo la causa tedesca. Scontò la condanna anche per gli impegni assunti dalla Finlandia nel trattato di amicizia russo-finlandese. Morì a 85 anni ad Helsinki. È autore di Ho visto crescere Helsinki, pubblicato nel 1947.